# Salón del Automóvil de Buenos Aires
El Salón del Automóvil de Buenos Aires es un salón del automóvil que se celebra en el mes de junio en Buenos Aires, Argentina. 
La primera edición del Salón de Buenos Aires se celebró en el año 1998. En su última edición, 2015 contó con casi medio millón de visitantes.

## Historia

### 1998
La muestra, realizada por primera vez en América del Sur, presentó numerosas novedades de los constructores, nuevos diseños, prototipos y contó con la presencia de vehículos de competición, deportivos y de alto prestigio que formaron parte de este Primer Salón.
Sobre una superficie de 23.000 metros cuadrados, 71 expositores recibieron la visita de 172.736 visitantes durante las once jornadas del evento. El 8 de junio arrojó el récord por jornada con una asistencia de 26.888 personas.
Toda la superficie fue ocupada y fue necesaria la instalación de una superficie cubierta suplementaria para la exhibición de camiones. Esta primera edición representó la presencia más de 110 marcas provenientes de varios países.

### 2000
El Salón del año 2000 superó ampliamente la cantidad de visitantes alcanzada en 1998 y estableció un nuevo récord de 201.601 visitantes, es decir, alrededor del 20% más que en el evento anterior, y con dos días menos de apertura al público.

### 2019
Debido a la crisis económica generalizada pero en especial la que está en 2018 afectando al sector automotor, llevó a la Asociación de Fabricantes de Automotores de la Argentina (ADEFA), asociación que nuclea a las marcas que construyen vehículos en el país, en conjunto con la empresa AMC Promociones, a la suspensión del evento previsto a realizarse en junio de 2019.

## Cronología
- Salón del Automóvil de Buenos Aires 1998
- Salón del Automóvil de Buenos Aires 2000
- Salón del Automóvil de Buenos Aires 2005
- Salón del Automóvil de Buenos Aires 2007
- Salón del Automóvil de Buenos Aires 2011
- Salón del Automóvil de Buenos Aires 2013

Resumen de edición (describe brevemente los cambios que has realizado y la fuente de información que has utilizado):
- Salón del Automóvil de Buenos Aires 2015
- Salón del Automóvil de Buenos Aires 2017
- Salón del Automóvil de Buenos Aires 2019 (suspendido sin nueva fecha probable)[2][3][4]